# Klosterstüb'l

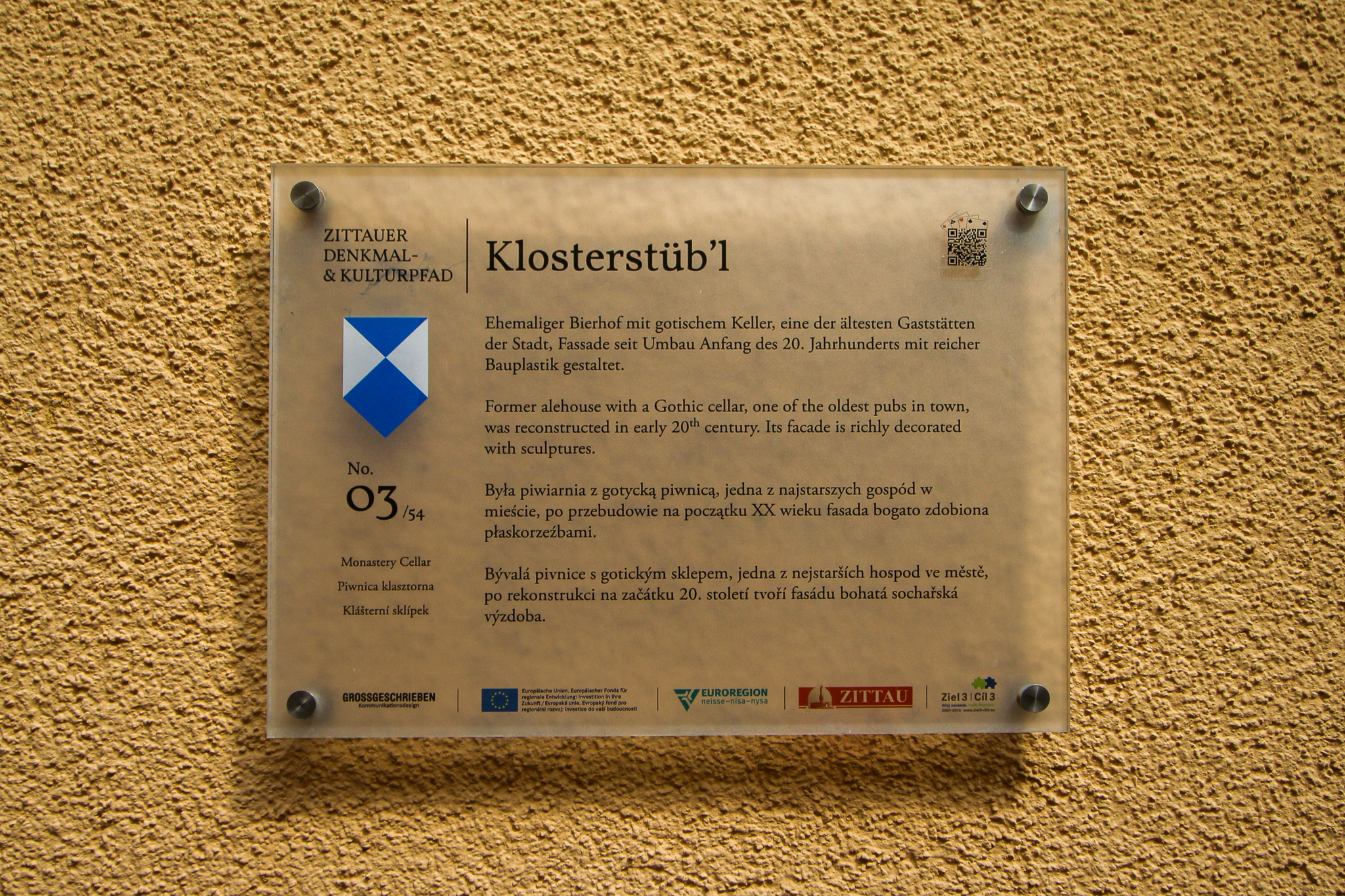
Klosterstübl, informační deska

Klosterstüb’l v Žitavě (česky klášterní sklípek) je historická budova v centru Žitavy v Německé spolkové zemi Sasko, v okrese Zhořelec.
V budově bývalých gotických klášterních sklepů kdysi bývala jedna z nejstarších pivnic ve městě.
Na počátku 20. století prošla budova rekonstrukcí a průčelí bylo opatřeno sochařskou výzdobou. V současné době je zde restaurace.